# Приход Непорочного Зачатия Пресвятой Девы Марии (Пенза)
Приход Непорочного Зачатия Пресвятой Девы Марии — католическая церковь в городе Пенза. Административно относится к Средне-Поволжскому деканату Епархии Святого Климента (с центром в Саратове), возглавляемой епископом Клеменсом Пиккелем. Расположен по адресу: ул. Московская, 23А. Богослужения проводятся в Субботу и Воскресенье.

### История Католицизма в Пензе
Объединение последователей римско-католической церкви в Пензенской губернии сложилось в 60-х. годах XIX в. Основную массу членов общины составили сосланные в Пензенскую губернию поляки, которые участвовали в По́льском восста́нии 1863—1864 годов. Кроме них в состав общины входили проживавшие в губернии немцы, латыши и литовцы. В начале XX в. община насчитывала 1222 человек. В 1876, 1884 и 1888 община подавала прошения об открытии самостоятельной католической общины и строительстве молитвенного дома. Но ей было отказано. 5 апреля 1896 г. министр внутренних дел дал разрешение на проведение католиками Пензы молитвенных собраний на ул. Московской (в доме Серебрякова).
В 1898 Николай II дал разрешение на приобретение участка земли с постройками по ул. Лекарской (ныне — ул. Володарского). В 1901 здание молитвенного дома сгорело, на его месте в 1906 был построен католический костел. При общине в 1901 было создано благотворительное общество, которое оказывало материальную помощь бедным (содержало школу, библиотеку). Освящение костела прошло 8 сентября 1906 года. Община не испытывала затруднений с кадрами духовенства — среди её членов насчитывалось несколько десятков духовных лиц.
25 апреля 1931 года костел был закрыт постановлением Горсовета. Строение было реквизировано у общины и перешло в распоряжение городской администрации. Затем католическому храму был придан «некультовый вид», для чего были разобраны характерные шатровые звонницы. Внутренний объём разделен перекрытиями на несколько этажей и прорублены дополнительные окна. После штукатурки и окраски костел утратил свой прежний выразительный облик и слился с «фоном» городской застройки. Около двадцати лет на территории здания действовал клуб строителей, в начале 50-х его передали на баланс профсоюза учителей и в нём разместился «Дом учителя». В нём работали кружки и секции по интересам, действовал народный театр, занимались дети. На сцене проводились вечера отдыха, в зале заседали учительские конференции. После распада СССР здание несколько раз перепродавали.
В 2000-е годы пензенская католическая община предприняла попытку возвращения бывшего культового сооружения. Но областной арбитражный суд, несмотря на поддержку церкви пензенскими чиновниками, отклонил просьбы верующих о возвращении католикам здания на Володарского,32. Сегодня это бизнес-центр.